# Rodrigo (1897–1959)
Rodrigo Antonio Brandāo (ur. 12 kwietnia 1897 w Rio de Janeiro, zm. 6 marca 1959 w São Paulo) – brazylijski piłkarz grający na pozycji defensywnego pomocnika.
Rodrigo karierę piłkarską rozpoczął w klubie America Rio de Janeiro w 1916 roku. Z Ameriką zdobył mistrzostwo Stanu Rio de Janeiro – Campeonato Carioca w 1916 roku. W 1920 roku przeszedł do CR Flamengo, w którym grał do 1922. Z Flamengo Rodrigo zdobył dwukrotnie mistrzostwo Stanu Rio de Janeiro – Campeonato Carioca w 1920 i 1921 roku.
Rodrigo wziął udział w turnieju Copa América 1920. Brazylia zajęła trzecie miejsce, a Rodrigo zagrał w meczu z Chile. Był to jedyny jego występ w barwach canarinhos.